# Michaeliskirche (Tallinn)

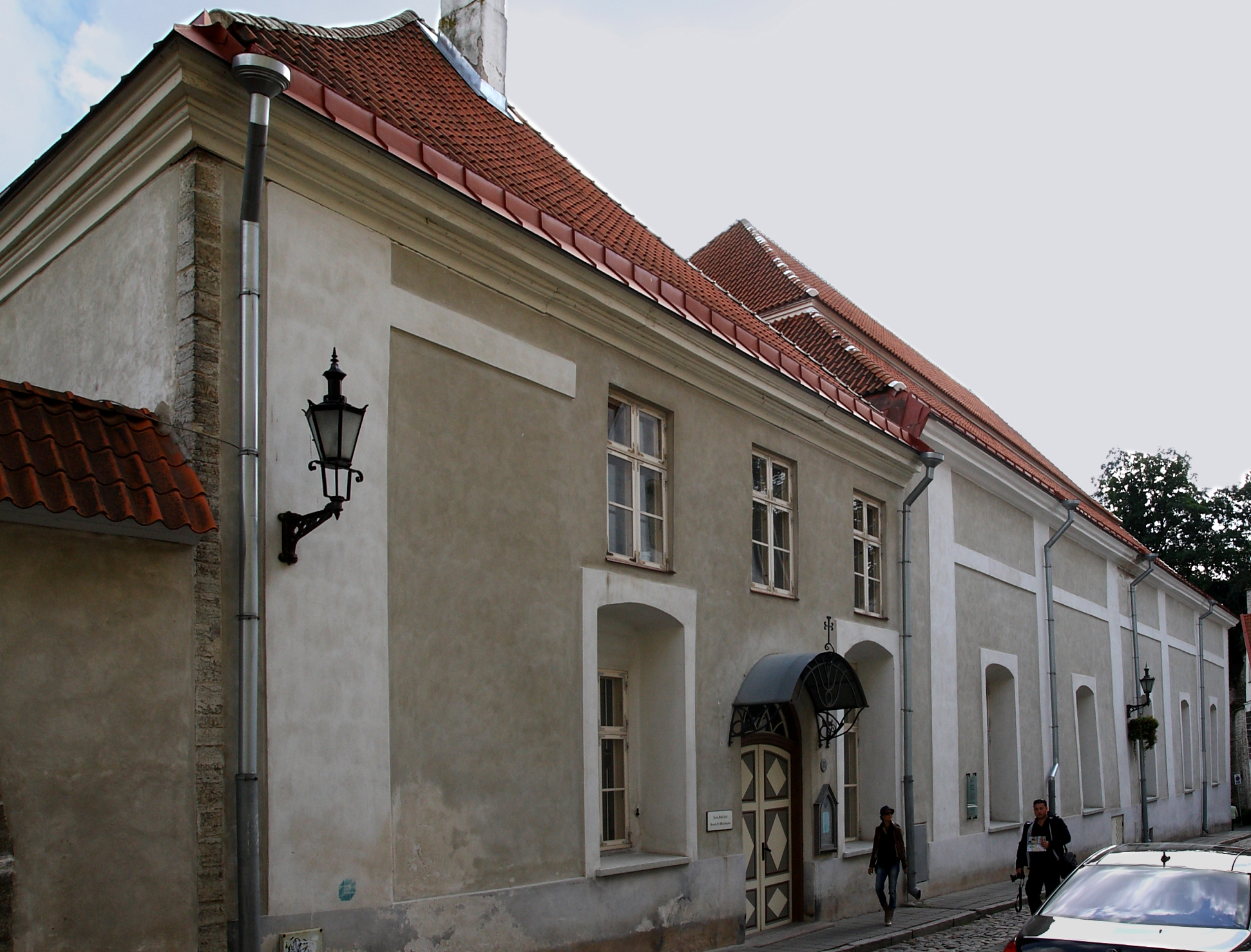
Michaeliskirche

Die Michaeliskirche in Tallinn, estnisch Tallinna Rootsi-Mihkli kirik, ist eine evangelisch-lutherische Kirche in der Ritterstraße, estnisch Rüütli tänav, in der Tallinner Altstadt. Sie gehört der estlandschwedischen Gemeinde (estnisch Tallinna Rootsi-Mihkli kogudus), wird aber auch von den deutschsprachigen und finnischen lutherischen Gemeinden mitgenutzt. Dank ihrer guten Akustik wird sie auch für Konzerte verwendet.

## Geschichte
An der Stelle der heutigen Kirche befand sich im Mittelalter ein Heilig-Geist-Hospital der Johanniter, für das mehrere Kaufmannshäuser zusammengefasst worden waren. Nach Einführung der Reformation in der Stadt 1525 wurden die Bauten als neues Siechenhaus 1526 bis 1531 neu aufgeführt.

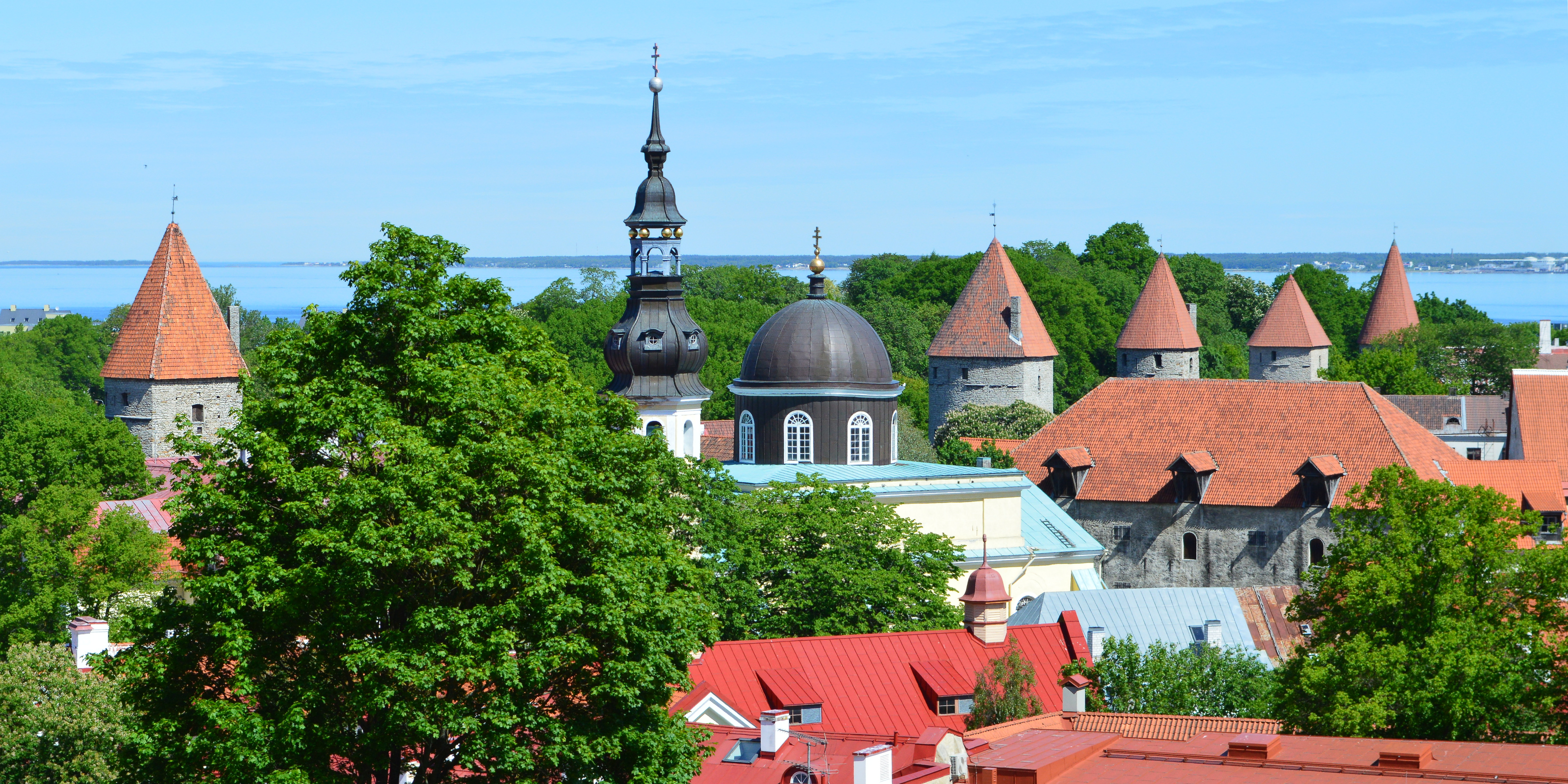
Die Klosterkirche des Michaelisklosters, heute Kathedrale der Verklärung des Herrn

Ansiedlungen von Schweden sind in Tallinn seit dem Mittelalter bezeugt, aber erst nach Einführung der Reformation, als die Predigt in der jeweiligen Muttersprache in den Mittelpunkt des Gottesdienstes rückte, ist 1531 der erste schwedische Priester erwähnt, der in jenem Jahr starb. Einer seiner Nachfolger, Hermannus Grönau, ein Schüler Luthers, predigte ab 1553 in der Kirche des Zisterzienserinnenklosters St. Michael, das in ein Damenstift für adlige junge Mädchen umgewandelt wurde. Als Estland 1561 unter die schwedische Krone kam, vervielfachte sich die schwedische Bevölkerung innerhalb kurzer Zeit. Am Tallinner Dom auf dem Domberg, der damals eine eigene Stadt bildete, wurde eine zweite schwedische Gemeinde gegründet. Im Jahr 1631 ließ Gustav II. Adolf im ehemaligen Michaeliskloster das erste Gymnasium Estlands einrichten, das heutige Gustav-Adolf-Gymnasium. Die Klosterkirche wurde nunmehr offiziell der schwedischen Gemeinde übereignet, zu der auch die Soldaten der Garnison gehörten.
Durch die schwedische Niederlage im Großen Nordischen Krieg fiel Tallinn 1710 an das Russische Reich. Durch Abwanderung vieler Schweden schrumpfte die Gemeinde in der Folgezeit. 1716 übereignete der russische Gouverneur Alexander Menschikow die bisherige schwedische lutherische Kirche im Michaeliskloster der russisch-orthodoxen Kirche, deren einzige Kirche in Tallinn sie bis zur Fertigstellung der Alexander-Newski-Kathedrale im Jahr 1900 war. Seit 1923 und wieder seit 1993 gehört die ehemalige Klosterkirche als Kathedrale der Verklärung des Herrn der Estnischen Apostolischen Orthodoxen Kirche. Der enteigneten schwedischen Gemeinde wurde nach mehrjährigem Prozess 1731 das Johanniter-Hospital überlassen, dessen große Halle nach einem Umbau des Komplexes am Michaelistag 1733 als neue Michaeliskirche eingeweiht wurde. Die Gemeinde erhielt auch ihre Kirchenausstattung zurück, die in der neuen Kirche aufgestellt wurde.

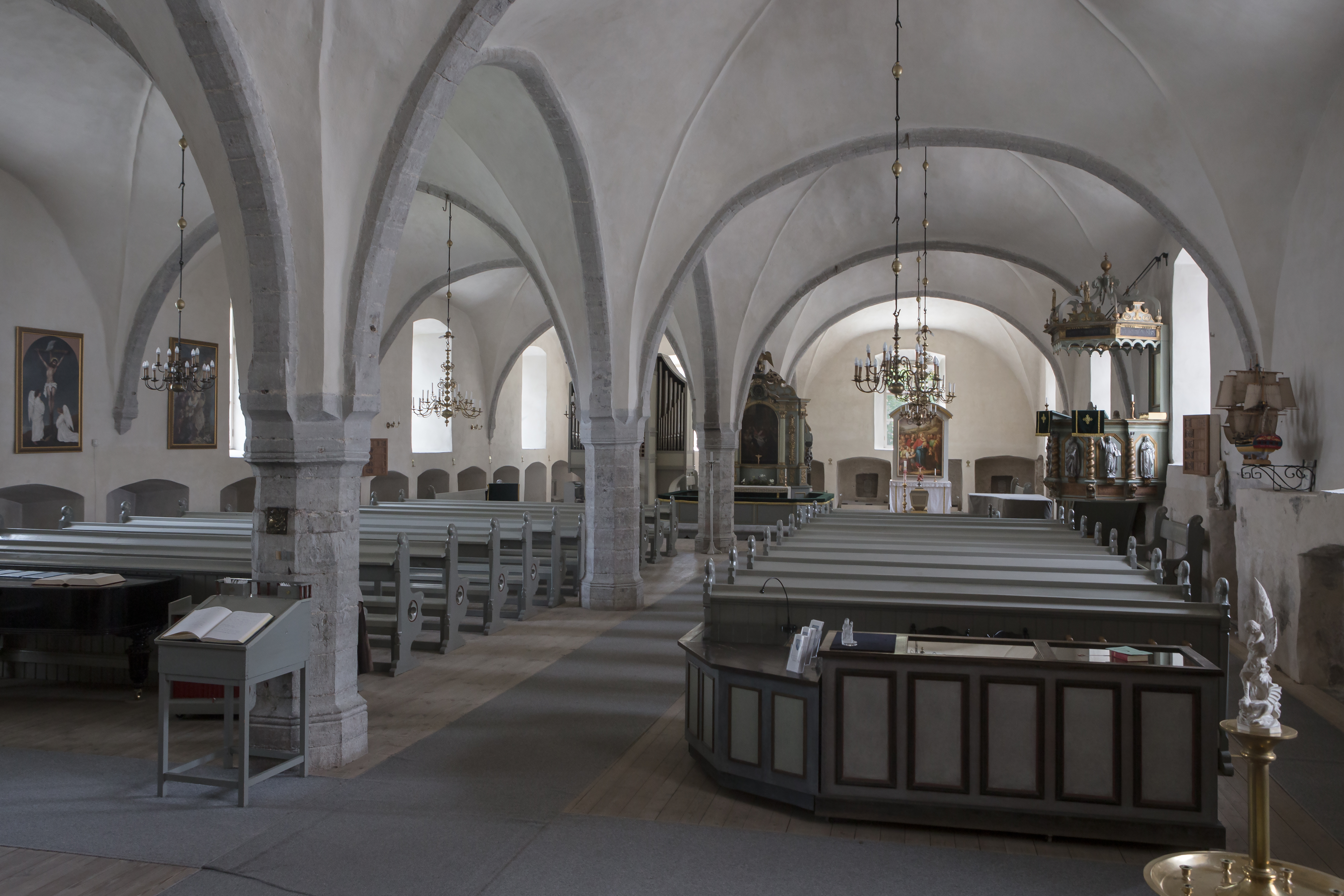
Innenraum der Kirche (2015)

Die erste estnischen Unabhängigkeit brachte ab 1920 auch kulturelle Autonomie für die Minderheiten. Die schwedische Gemeinde wuchs wieder auf etwa 1200 Mitglieder. In den gemeindlichen Räumen gründeten die Estlandschweden eine schwedische Volksschule und einen Kulturverein und gaben eine Zeitschrift heraus. Durch die russische und deutsche Besatzung im Zweiten Weltkrieg seit 1941 kam das Gemeindeleben zum Erliegen. Das Pastorat, das die Schule und das Archiv der schwedischen Gemeinde beherbergte, wurde durch den russischen Bombenangriff auf Tallinn am 9. März 1944 zerstört. In der schwerbeschädigten Kirche durfte nun auch die verbliebene deutsche Gemeinde der nahegelegenen Nikolaikirche ihre Gottesdienste feiern. Bis auf etwa zweihundert Menschen verließen die meisten Gemeindeglieder am 20. September 1944 das Land. In der Sowjetzeit wurde die Kirche enteignet, da die verbliebenen Estlandschweden keine Zulassung als Kirchengemeinde erhielten. Das Inventar wurde an verschiedene Museen verteilt, teilweise aber auch gestohlen, die Bücher verbrannt. Fast fünfzig Jahre lang war die Kirche als Sporthalle zweckentfremdet. In dieser Zeit fanden keinerlei Renovierungsarbeiten an dem Gebäude statt.

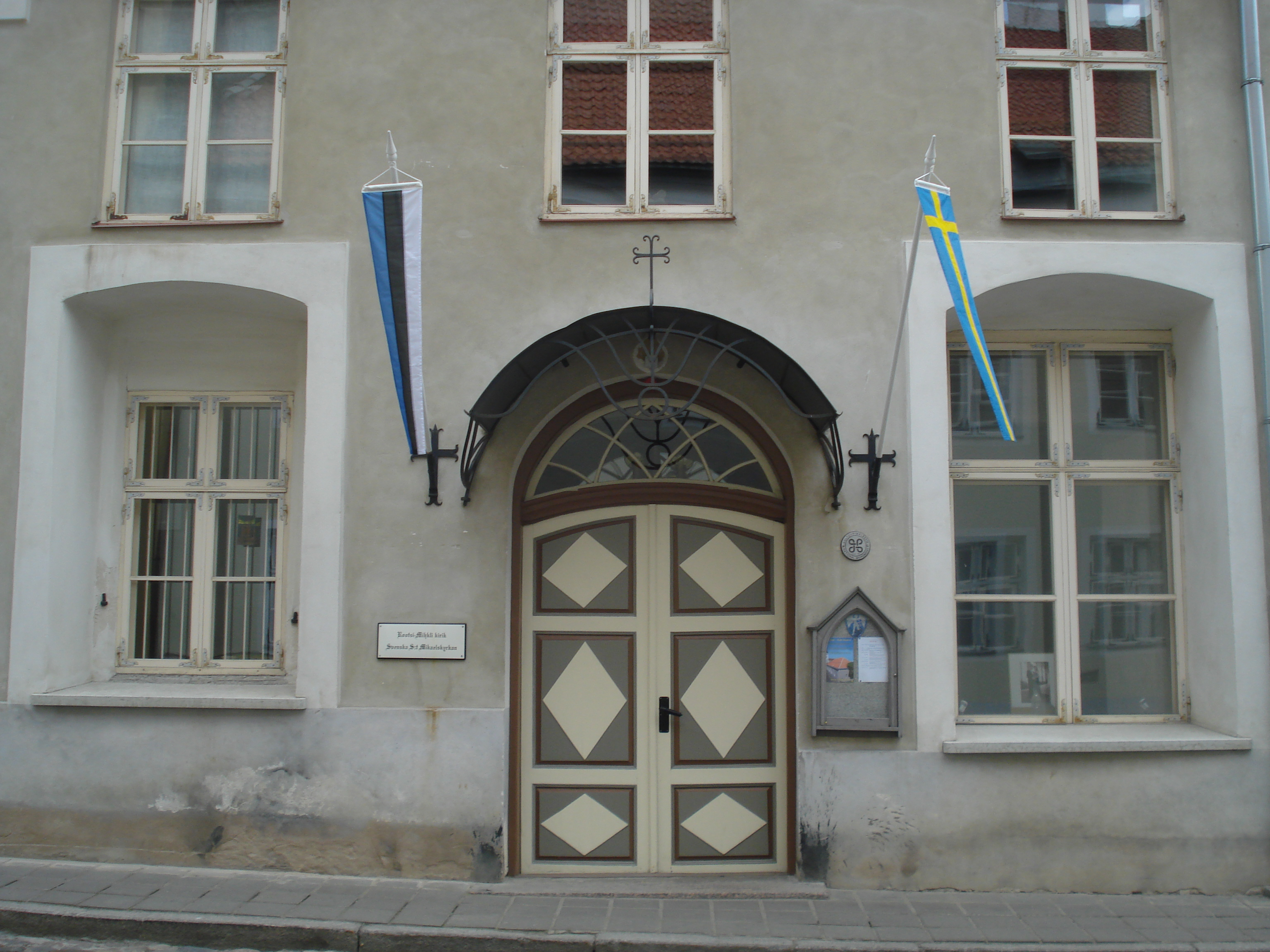
Eingangstür der Michaeliskirche

1990 wurde die estlandschwedische Gemeinde als Svenska S:t Mikaels församlingen i Tallinn neu gegründet. Die Gottesdienste fanden zunächst gastweise in der in den 1970er Jahren aus dem ehemals estlandschwedischen Dorf Sutlepa ins Estländische Freilichtmuseum umgesetzten hölzernen Kapelle statt, ehe am 15. Mai 1992 in Anwesenheit des Königspaares Carl XVI. Gustaf und Silvia von Schweden die Michaeliskirche der Gemeinde zurückgegeben wurde. Am 15. November 1992 konnte in der damals noch als Sporthalle verwendeten Michaeliskirche der erste Gottesdienst gefeiert werden. Nach der Rückgabe des durch jahrzehntelange Vernachlässigung verfallenen Gebäudes im folgenden Jahr wurde die Kirche mit Hilfe der „Stiftung des Kirchenfonds der Skt. Michaeliskirche“ und des „Vereins Freunde der Skt. Michaeliskirche in Tallinn“ bis 2000 renoviert. Mitte der 1990er Jahre wurden die Kirche und die teilweise zurückgekehrte originale Kirchenausstattung in die estnische Denkmalliste aufgenommen.

## Bau und Ausstattung

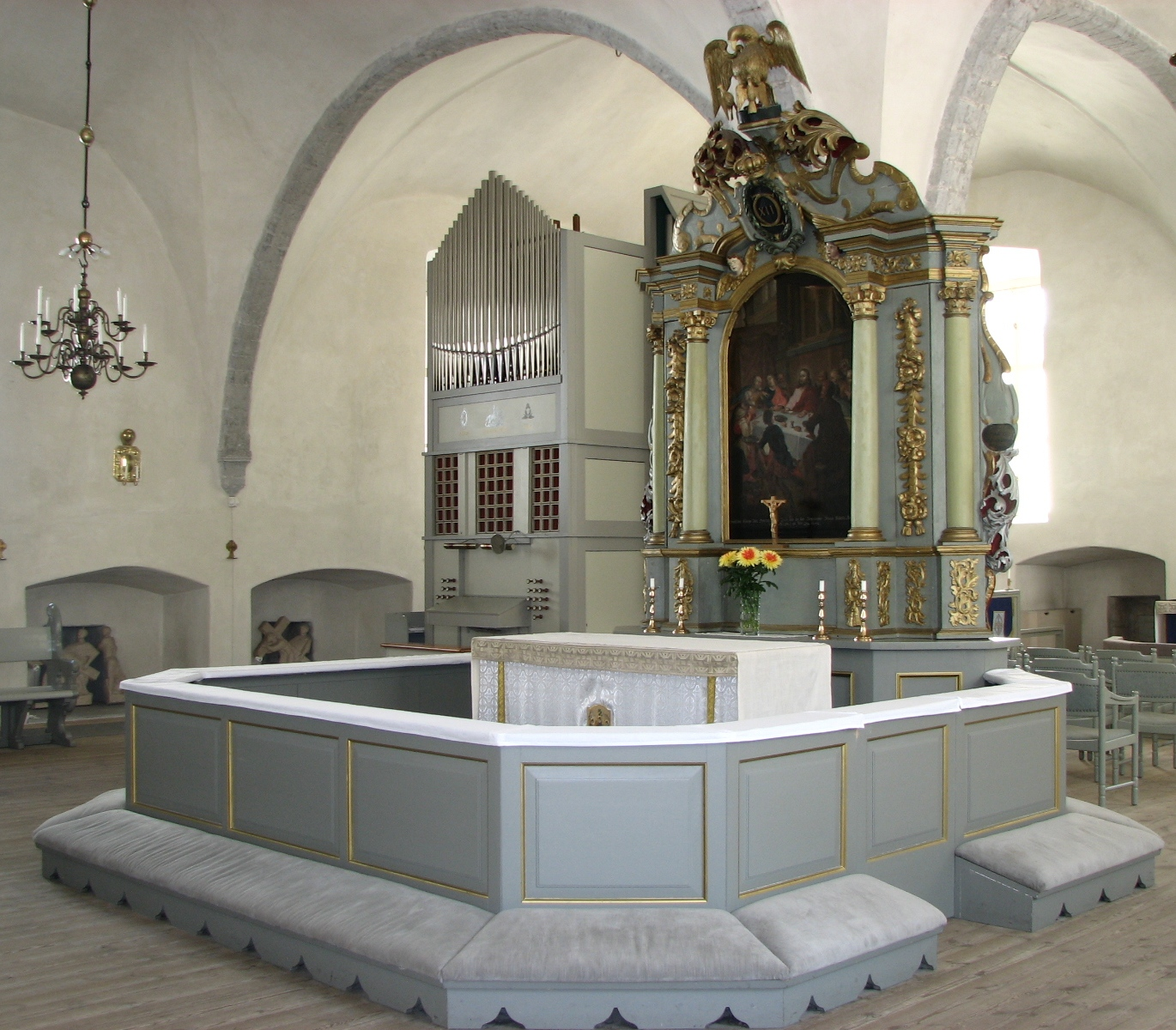
Altar und Orgel

Der Gebäudekomplex besteht aus einem eingeschossigen Hauptgebäude mit hohem zweiteiligem Walmdach und einem etwas niedrigeren zweigeschossigen Nebengebäude mit separatem Dach. Für die Nutzung als Kirche mit den dazugehörigen Wohnungen für Pastor und Küster und einen Schulraum wurde der Komplex im 17. Jahrhundert umgebaut. Der ungewöhnlich niedrige Kirchsaal im Hauptgebäude ist eine 36 × 15 Meter große, zweischiffige, von kuppelartigen Gewölben gedeckte spätgotische Halle, die ursprünglich Krankensaal des Siechenhauses war. Da er nicht als Kirche gebaut wurde, ist er auch nicht geostet. Der Altar steht an der Nordseite des südlichsten Mittelpfeilers. In den Nischen an der Außenmauer, in denen heute Skulpturen der Kreuzwegstationen aufgestellt sind, befanden sich Lagerstätten für die Kranken. An den Seitenwänden hängen verschiedene Gemälde aus dem 18. bis 20. Jahrhundert, die Altarbilder in entweder zerstörten oder später aufgegebenen Kirchen in Estland und Schweden waren.

### Altar
Zur Ausstattung gehört ein barocker Altar, den Joachim Armbrust 1697 für die damalige schwedische Pfarrkirche im Michaelkloster herstellte. Das Altargemälde zeigt das letzte Abendmahl Jesu. Der Aufbau ist von einem Pelikan gekrönt, der in der christlichen Ikonographie als Symbol für Jesus Christus gilt. Nach der Beschlagnahme dieser Kirche wurde das Altarretabel zunächst 1716 in die Johanneskirche in Tartu verbracht, von wo aus es dann 1733 in die neue Michaeliskirche kam. Das Altargemälde, das das letzte Abendmahl Jesu darstellt, stiftete der deutschsprachigen Inschrift zufolge 1794 der Bürgermeister Johann Friedrich Pauly. Es ersetzte das ursprüngliche Altarbild, das verloren ging.
Nach der Auflösung der Gemeinde in den 1940er Jahren wurde der hölzerne Rahmen des Altars in der Pferdemühle eingelagert, während das Altarbild verkauft wurde. Das Retabel wurde – mit einem Loch statt mit einem Bild in der Mitte – 1971 der Kirche von Märjamaa überlassen, deren Altar im Zweiten Weltkrieg zerstört worden war. Das Altarbild befand sich bis zur Rückgabe 2001 in Privatbesitz. Nach der Renovierung kehrte das jetzt wieder vollständige Retabel im Jahr 2001 in die Michaeliskirche zurück.

### Kanzel

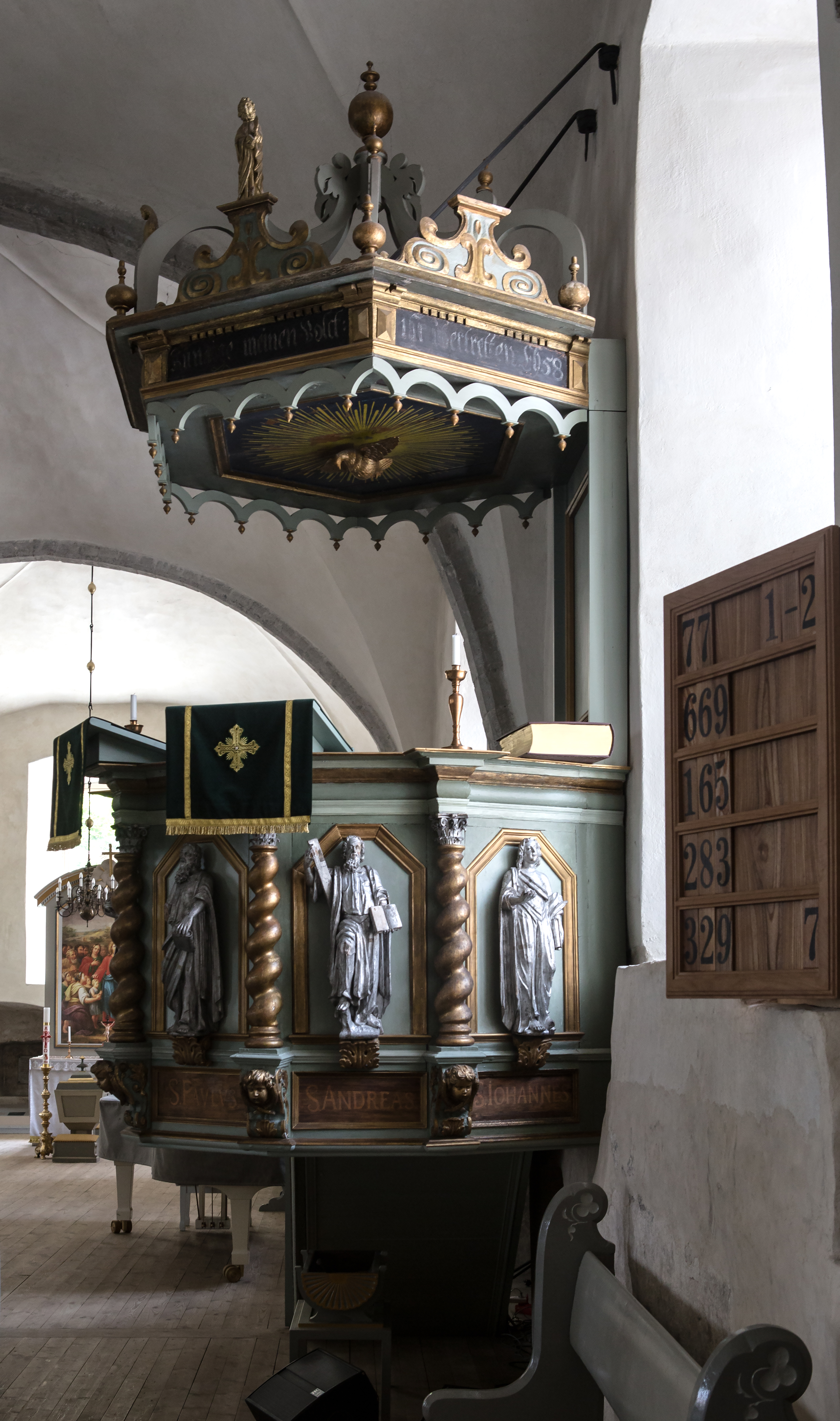
Kanzel (2013)

Die Kanzel wird Christian Ackermann zugeschrieben, der u. a. auch die Kanzel im Tallinner Dom schuf, und als sein letztes, um 1707 geschaffenes Werk bezeichnet. Allerdings renovierte er hier nur eine ältere Kanzel des Schnitzers Lüdert Heissmann von 1632 und ersetzte dabei die älteren, als Hochreliefs gearbeiteten Figuren an der Brüstung durch die Schnitzfiguren von Jesus als Salvator Mundi und vier Aposteln; außerdem schuf er die Trägerfigur des Mose mit den Gesetzestafeln. Das Bildprogramm wird dadurch gestört, dass über der Kanzeltür und auf dem Schalldeckel ein zweites Mal der Salvator und einige Apostel erscheinen. Möglicherweise sind es die 1632 von Heissmann geschnitzten Figuren, die Ackermann umsetzte.
Auch die Kanzel befand sich zwischenzeitlich in der Kirche von Märjamaa, ehe sie 1979 im Magazin des Kunstmuseums eingelagert wurde. Die Stützfigur wurde 1983 aus dem Museum gestohlen. Die Diebe entfernten die farbige Fassung, vermutlich, um die Statue so leichter verkaufen zu können. 2014 kam die nun holzsichtige Figur wieder zum Vorschein, als ein Kunsthändler sie schätzen lassen wollte. Sie wurde als die vermisste Mose-Figur erkannt und an ihrem alten Platz unter der Kanzel in der Michaeliskirche erneut aufgestellt. Die ursprüngliche Fassung wurde nicht wiederhergestellt.

### Ehemalige Ausstattung
Während die Kanzel in die Kirche zurückkehrte, befindet sich das möglicherweise ebenfalls von Ackermann um 1680 für die Michaeliskirche geschaffene Baptisterium, das aus Taufbecken, Deckel mit einer Darstellung der Taufe Jesu in der Laterne und einer achteckigen Umfassung, der Taufkammer, besteht, im Museum in der Nikolaikirche.

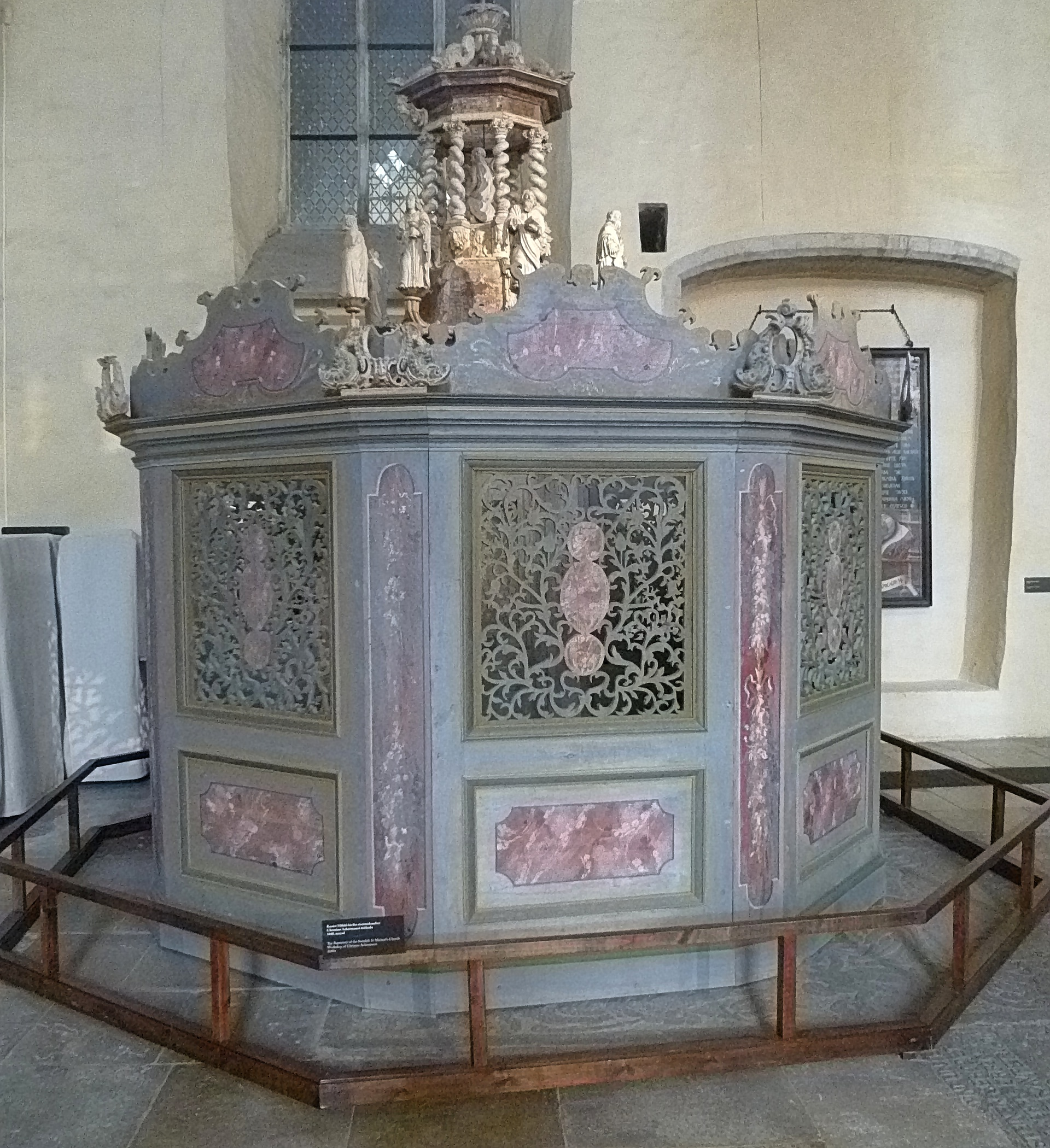
Taufanlage von Christian Ackermann

In der Kirche befanden sich vor 1944 mehrere Votivschiffe, die von Soldaten der Roten Armee gestohlen wurden. Eins dieser Schiffe, die Maria Christina von 1747, wurde 1952 zurückgegeben und zunächst im Stadtmuseum Kiek in de Kök ausgestellt und befindet sich seit 1981 im Estnischen Seefahrtsmuseum im ehemaligen Kanonenturm Dicke Margarethe. In der Kirche befindet sich eine 1996 angefertigte Kopie.

## Orgeln
Die erste Orgel der Michaeliskirche baute 1813 Johann Andreas Stein. Er verwendete dafür Pfeifen und eine Windlade aus dem 17. Jahrhundert, bei denen es sich vermutlich um die ältesten erhaltenen Orgelteile in Estland handelt. Diese Orgel wurde 1850 von Gustav Normann umgebaut und 1895 in die Dellingshausen-Kapelle in Käsmu umgesetzt.
Die Stein-Orgel wurde durch eine Mitte des 19. Jahrhunderts von Carl August Tanton gebaute Orgel ersetzt. Dieses Instrument wurde nach Auflösung der Kirchengemeinde in den 1940er Jahren abgebaut, auseinandergenommen und die Pfeifen in andere Orgeln eingebaut. Nach der Neugründung der Gemeinde und Renovierung der Kirche erhielt diese 2000 eine in den 1950er Jahren von Åkermann & Lund für die Kirche in Täby geschaffene Orgel geschenkt, die neben dem Altar aufgebaut ist.

## Kirchenmuseum
Im mittelalterlichen Keller befindet sich seit 2006 das Kirchenmuseum, über die Geschichte der Estlandschweden. Es zeigt Einrichtungsstücke schwedischer Kirchen wie die von Elert Thiele geschaffene Kanzel der Kirche von Hullo auf Vormsi (schwedisch Ormsö), aber auch Modelle der Schiffe, mit denen die Schweden im Zweiten Weltkrieg aus Estland flohen.